# Californication (песня)
«Californication» — четвёртый сингл группы Red Hot Chili Peppers из одноимённого альбома. Песня была выпущена в 2000 году и достигла #69 в американском Billboard Hot 100 и #16 в британском UK Singles Chart, кроме того, она лидировала в американских хит-парадах: Mainstream Rock Tracks и Modern Rock Tracks. Композиция примечательна поочерёдной комбинацией прогрессий гитары и баса в основном риффе. Сочиняя мелодию, гитарист Джон Фрушанте черпал вдохновение из песни группы The Cure «Carnage Visors».
«Californication» является одной из самых популярных концертных песен группы. Red Hot Chili Peppers исполняли её более 800 раз — второе место в музыкальном репертуаре коллектива.

## Тематика
Основной тематикой песни является темная сторона Голливуда. Песня открывается строчкой — «Экстрасенсорные шпионы из Китая пытаются украсть восторг вашего разума». Кидис упомянет в автобиографии, что на эту строчку он вдохновился, когда был в Новой Зеландии, и услышал, как бездомная женщина на улице фанатично разглагольствовала о наличии экстрасенсорных шпионов в Китае. Позже он вспоминал:
Я размышлял о доме и был изумлен тем, насколько глубоко остальной мир пропитался тем, что зародилось и развилось в Калифорнии… Я люблю это место — хорошее, плохое, уродливое — и всего лишь написал об этом стихи.
В песне затрагивается тема моральной деградации современного общества. По мнению Кидиса, в его упадке во многом виновата Калифорния, пропагандирующая всевозможные излишества и пороки: тягу к славе, порнографию, потребительское отношение к жизни и поверхностную культуру. Автор намекает, что весь мир становится искусственным и фальшивым, подобно Калифорнии.
В тексте композиции содержатся отсылки к таким темам, как порнография («хардкор — мягкое порно») и пластическая хирургия («хорошо заплати своему пластическому хирургу, чтобы разрушить чары старения)», и упоминаются деятели рок-культуры, включая лидера группы Nirvana Курта Кобейна и рок-легенду Дэвида Боуи («Кобейн, ты слышишь сферы, напевая песни от станции к станции?»), Star Wars («и Альдераан не далеко»), и Star Trek («Космос может быть последним рубежом, но он создан в голливудском подвале»). Строчка «Первенец Единорог/хардкор — лёгкое порно» относится к покойной Дороти Страттен и указывает на книгу, написанную о ней, — «The Killing of the Unicorn» (с англ. — «Убийство единорога»). Её автором был Питер Богданович, последний бойфренд модели. «Мягкое порно» — намёк на профессиональную деятельность эротической модели.

## История записи
Джон Фрушанте записывал эту песню и «Otherside» исключительно на винтажной Gretsch White Falcon — электрогитаре с полым корпусом, и исполнял на ней эти песни на концертах до 2006 года, позднее он отдал предпочтение одной из своих старинных Fender Stratocaster.
В автобиографии «Scar Tissue» Кидис признаётся, что у группы были большие трудности с «доведением песни до ума». Вокалист написал текст и считал его одной из лучших своих работ, однако музыканты не могли решить, как песня должна звучать в музыкальном плане. После безуспешных попыток придать песне «форму», им стало казаться, что они не смогут закончить её вовремя — чтобы включить в альбом, но в один прекрасный день Фрушанте вошёл в студию и воскликнул, что его «осенило». Он сыграл основной рифф композиции, это стало толчком к созданию её окончательного варианта — одной из известнейших песен группы, аналогично этому была записана «Under the Bridge» (которая также была закончена одной из последних, в период создания пластинки Blood Sugar Sex Magik).
На сборнике группы Greatest Hits используется несколько иная версия песни. В частности, первый припев композиции имеет большую продолжительность. Причина появления этой альтернативной версии неизвестна.
«Californication» заняла 44-е место в списке «100 лучших песен 00-х» по версии телеканала VH1.

## Отзывы критиков
Эми Хенсон из Allmusic писала в своём обзоре:
«Californication» стала песней, смысл которой был «прочитан» на многих уровнях, в каком-то роде она стала символом группы. Сочинённая во время отпуска Кидиса в Индии, вдумчивая лирика доказывает, что автор остался столь же внимательным и проникновенным, как и прежде, будь то политизированная песня или композиция о сексе, наркотиках и рок-н-ролле. «Californication» — это величественная, современная симфония, которая высмеивает нынешний Голливуд, агрессивную экспансию американской культуры в другие страны и всё хорошее и плохое, что сопровождает этот процесс. Автор поёт о любви и гнили, которая находится на калифорнийском побережье. Новоиспечённый звук отличается от привычного фанковского стиля группы, но он несомненно несёт в себе отпечаток «Перцев».

## Музыкальное видео
Видео на песню было снято в форме компьютерной 3D-видеоигры, наподобие Grand Theft Auto, а приключения музыкантов показываются с видом от третьего лица — каждый из них проходит свой собственный, уникальный путь, собирая бонусные очки. В игровом мире при этом происходит глобальная катастрофа: на дорогах аварии транспорта, рушатся здания, в земле разверзаются расколы. Смысл игры — собрать всех персонажей в одном месте. В конце игры им удаётся собраться на дне расщелины над магмой, после чего они перевоплощаются в реальных людей. Само видео содержит много отсылок к популярным видеоиграм того времени.
Движения каждого участника снимали отдельно, с помощью технологии motion capture. По просьбе Джона Фрушанте, давнего поклонника Леонардо да Винчи, в клип добавили некоторые отсылки к его кумиру, так в клипе появились портрет Джоконды и аппарат, сконструированный да Винчи, на котором Фрушанте летит по воздуху.
Видеоклип является самым популярным видео Red Hot Chili Peppers на YouTube — более 1.1 миллиарда просмотров.

## Список композиций
Сингл (0936244907 2)
1. «Californication» — 5:21
2. «I Could Have Lied» (Live) — 4:26
3. «End of Show Brisbane» (Live) — 8:11

Мини-альбом
1. «Californication» — 5:21
2. «End of Show Brisbane» (Live) — 8:11
3. «I Could Have Lied» (Live) — 4:26
4. «End of Show State College» (Live) — 9:27

## Участники записи
- Энтони Кидис — ведущий вокал
- Джон Фрушанте — гитара, бэк-вокал, синтезатор
- Фли — бас-гитара
- Чэд Смит — ударные

## Хит-парады
| Хит-парад (2000)                                      | Высшая позиция |
| ----------------------------------------------------- | -------------- |
| Australian Singles Chart                              | 44             |
| Belgian Singles Chart                                 | 6              |
| Belgian Singles Chart                                 | 9              |
| Canadian RPM Top Singles Chart                        | 59             |
| Canadian RPM Rock/Alternative Chart                   | 1              |
| Dutch Singles Chart                                   | 41             |
| German Singles Chart                                  | 63             |
| Irish Singles Chart                                   | 24             |
| Israeli End of 2000 Decade Chart (Ynet and Galgalatz) | 1              |
| Italian Singles Chart                                 | 19             |
| New Zealand Singles Chart                             | 8              |
| Swedish Singles Chart                                 | 37             |
| U.S. Billboard Adult Top 40                           | 28             |
| U.S. Billboard Latin Pop Airplay                      | 33             |
| U.S. Billboard Latin Tropical/Salsa Airplay           | 36             |
| U.S. Billboard Mainstream Rock                        | 1              |
| U.S. Billboard Modern Rock Tracks                     | 1              |
| U.S. Billboard Billboard Hot 100                      | 69             |
| U.S. Billboard Top 40 Mainstream                      | 37             |
| UK Singles Chart                                      | 16             |